# Abílio Fernandes
Abílio Fernandes (Guarda, 19 d'octubre de 1906 — Coïmbra, 16 d'octubre de 1994) va ser un botànic i taxonomista portuguès, conegut per les seves obres sobre les amaril·lidàcies, havent elaborat la flora de Portugal, Macaronèsia i de l'Àfrica tropical.

## Biografia
Fill de José Fernandes i Maria Augusta Fernandes, Abílio Fernandes va estudiar ciències històriques i naturals a la Universitat de Coïmbra, sota la direcció d'Aurélio Quintanilha entre 1923 i 1927, on va ser convidat a treballar com a professor ajudant. El 1931 va obtenir el doctorat en ciències biològiques. Inicialment es va especialitzar en les formes i el nombre de cromosomes en diferents espècies, i més tard es va especialitzar en el camp de la citosistemàtica, on va fundar i es va convertir en director del programa de recerca sobre citotaxonomia a la Universitat de Coïmbra. Va ser director del Museu, Laboratori i Jardí Botànic de la Universitat de Coïmbra. Aurélio Quintanilha va escriure els primers treballs d'Abílio Fernandes, inclosa la seva tesi Estudos nos cromossomas das Liliáceas e Amarilidáceas (Estudis en els cromosomes de liliàcies i amarilidàcies), que es va publicar a Portugal l'any 1930, en el moment en què els cromosomes eren considerats "portadors de caràcters hereditaris", representaven "l'inici d'una nova branca de la ciència entre nosaltres, els citogeneticistes". El 10 de juny de 1992, va ser guardonat amb la Gran Creu de l'Ordre d'Instrucció Pública.
Abílio Fernandes estava casat amb la botànica Rosette Mercedes Saraiva Batarda Fernandes (1 d'octubre de 1916 - 28 de maig de 2005), i va tenir dos fills: Eduardo Manuel Batarda Fernandes (1943) i José António Batarda Fernandes (1946). Els seus treballs van ser publicats a la Flora Zambesiaca, després d'haver fet la revisió taxonòmica de les famílies avicenniàcies, verbenàcies i lamiàcies.

## Obres
- Fernandes, Abílio; Fernandes, Rosette Mercedes Saraiva Batarda. Flórula Vascular da Mata da Bufarda (en portuguès).  Lisboa: Serviço Nacional de Parques, Reservas e Conservação da Natureza, 1991. ISBN 972-9034-14-1.
- Fernandes, Abílio. A Universidade de Coimbra e o Estudo da Flora e da Vegetação dos Países Africanos de Língua Oficial Portuguesa (en portuguès).  Coïmbra: Facultat de Ciències i Tecnologia de la Universitat de Coïmbra, 1993. ISBN 972-9351-08-2.